# Викен (фюльке)
Викен (норв. Viken) — упраздняемый округ (фюльке) на востоке Норвегии, который был образован 1 января 2020 года путем слияния Акерсхуса, Бускеруда и Эстфолда с добавлением трёх других муниципалитетов. Викен с самого начала вызывал споры, его рейтинг одобрения в регионе составлял около 20%, и слиянию сопротивлялись все три округа. Викена сравнивали с джерримендерингом. Исполнительная власть округа Викен в 2019 году, до вступления в силу слияния, решила, что ликвидация округа является его главной политической целью, и официальный процесс роспуска Викена был инициирован исполнительной властью округа сразу после парламентских выборов в Норвегии в 2021 году, на которых партии, стремящиеся отменить слияние, получили большинство голосов. Политическая платформа правительства Йонаса Гара Стере гласит, что правительство распустит Викен и восстановит Акерсхус, Бускеруд и Эстфолд на основании запроса самого округа. 22 февраля 2022 года региональная ассамблея Викена одобрила официальную просьбу о роспуске округа, которая вступит в силу 1 января 2024 года.

## История
Викен был образован в 2020 году путем слияния округов Акерсхус, Бускеруд и Эстфолд. После того, как избранные региональные собрания проголосовали против предлагаемого слияния, узкое большинство правых партий в Стортинге проголосовало в 2017 году за насильственное объединение округов в 2020 году; кроме того, Стортинг проголосовал за включение муниципалитета Свелвик из Вестфолла, а также муниципалитетов Йевнакер и Луннер из Оппланна.
Округ Викен получил своё название от исторического региона Викен, который в эпоху викингов свободно обозначал районы вокруг Ослофьорда, но в средние века стал синонимом Бохуслена (ныне в Швеции). В Норвегии использование имени Викен было возрождено только нацистской партией Насьональ Самлинг во время Второй мировой войны, чтобы провести параллели с эпохой викингов. В нём Вестфолд и Бускеруд назывались Вест-Викен и Акерсхус (включая большую часть современного Осло), а Эстфолд - Ост-Викен. В состав округа новый Викен не входит большая часть исторического Викена, включая Бохуслен, большую часть Вестфолда и Осло. Округ Викен решил, что временной столицей округа будет Осло.

### Дебаты о «саннермандерстве»
Викен был описан, например, директором музея Осло Ларсом Реде, как пример саннермандерства, названный в честь ответственного министра Яна Торе Саннера и созданный по образцу термина «Джерримендеринг». Реде описал Викен как «крайнее чудовище, бросающее вызов географии и истории, которое напоминает манипулируемые избирательные округа в Соединённых Штатах» и глубоко непопулярно в пострадавших регионах. Реде также раскритиковал «дилетантские логотипы и неисторические названия».

### Упразднение
Округ Викен широко воспринимается как лишённый легитимности, с рейтингом одобрения в регионе 20%, и против него выступают соответствующие бывшие округа. Распространённой жалобой является включение внутренних горных районов, таких как Ол и Хемседал, которые не имеют культурной связи с районом Ослофьорда. Ещё одной распространенной жалобой является невключение Осло, хотя он был столицей Акерсхуса со времен средневековья и является округом, имеющим самые тесные связи с Акерсхусом. Большая часть Акерсхуса является частью столичного района Осло. 1 октября 2019 года новоизбранные правящие партии большинства в планируемом округе заявили о своём намерении добиваться роспуска Викена и восстановления округов Акерсхус, Бускеруд и Эстфолд. Нынешняя официальная платформа управления округа Викен гласит: «Викен — это непродуманное сооружение. Стортинг объединил Акерсхус, Бускеруд и Эстфолд против их воли». В нём говорится, что ликвидация Викена является главной политической целью администрации округа. По той же причине совет графства решил, что он не будет делать ничего для слияния графств на практике или создания общей администрации графства. Вместо этого существующие округа будут продолжать функционировать на своих нынешних местах в ожидании их официального восстановления.
На парламентских выборах 2021 года партии, добивающиеся роспуска Викена, получили большинство голосов, а Партия Центра поставила роспуск Викена условием для участия в новом правительстве. Сразу после выборов исполнительная власть округа инициировала официальный процесс роспуска Викена.

## География
Викен простирается от границы со Швецией до Осло-фьорда на юго-западе. На севере и востоке он граничит с внутренними районами, на юго-западе с Вестфоллом и Телемарком, на западе с Вестланном, в то время как он полностью охватывает Осло. Графства Викен, Осло, Вестфолл-и-Телемарк и Иннландет вместе составляют восточный регион Норвегии — Эстланн.
Центром округа является национальная столица Осло, которая является анклавом Викена и не является частью округа. Осло был центром округа Акерсхус со времен средневековья. Весь Викен расположен в историческом Акерсхусе, который включал в себя большую часть Восточной Норвегии.
Общая площадь фюльке составляет 24 592,6 км², что составляет примерно 7,6% территории материковой Норвегии. Пять округов меньше, чем Викен, и пять округов больше, чем Викен. 57% территории округа покрыта лесом, а 16% — открытые твердые земли, 9% — сельскохозяйственные угодья, 8% — пресноводные, 4% — водно-болотные угодья, 4% — застроенные территории и 2% — голые горы.

## Герб
Герб округа был принят в 2020 году и основан на предложении гражданина. Поэтому он не имеет никакого сходства с более старыми геральдическими гербами этого района. Историк Ларс Реде раскритиковал герб как «дилетантский логотип» и написал, что герб «не соответствует требованиям хорошей геральдики» и поэтому был бы отвергнут экспертами по геральдике в Национальном архиве. Он заявил, что «выглядит как три летающие тарелки под колпаком» и является «логотипом, а не геральдическим гербом».

## Население
В Викене проживало более 1,2 миллиона человек, или 23% населения страны.